# Stejnopohlavní manželství v Argentině
Stejnopohlavní manželství je v Argentině legální od 22. července 2010.
Argentina byla první zemí Latinské Ameriky, druhou zemí amerického kontinentu a druhou zemí ležící na Jižní polokouli, která umožnila legalizovala stejnopohlavní sňatky na celostátní úrovni. Z celosvětového hlediska byla desátou zemí, která legalizovala stejnopohlavní manželství.

## Registrované partnerství
V první dekádě 21. století bylo registrované partnerství legalizováno ve čtyřech argentinských jurisdikcích: Autonomní město Buenos Aires (2002),, Provincii Río Negro (2003), městě Vila Carlos Paz (2007)  a městě Río Cuarto (2009). Registrované partnerství poskytovalo homosexuálním párům pouze limitovaná práva a povinnosti ve srovnání s manželstvím. Vstoupit do něj mohly například pouze páry žijící ve společné domácnosti po určitou časovou dobu, zpravidla se jednalo o jeden až dva roky.
Registrované partnerství pak bylo legalizováno na celostátní úrovni od 1. srpna 2015, kdy vstoupil v účinnost nový Código Civil y Commercial, který nahradil předchozí argentinský občanský zákoník. Po přijetí parlamentem v říjnu 2014 a následném podpisu argentinské prezidentky 7. října 2014 nemá registrované partnerství stejný právní status jako manželství. Nicméně je chápáno jako variantní instituce určená k zakládání rodiny, z čehož mu vyplývají také určité benefity.

## Neregistrované soužití
19. srpna 2008 oznámila vláda Cristiny Fernandézové-Kirchnerové, že by páry žijící ve společné domácnosti minimálně pět let měly mít právo na pozůstalostní důchody po zemřelých partnerech. Jednalo se tehdy o první vstřícné vládní gesto vůči homosexuálním párům, neboť zákon o neregistrovaném soužití měl platit v celé Argentině. Čtyři argentinské odbory pak následně začaly tlačit na rozšíření zdravotních benefitů Národního bezpečnostního systému i na stejnopohlavní partnery zaměstnanců, na něž se tento systém vztahuje (systém spolupracuje i s odbory v oblasti zdravotnictví). Benefity jsou přístupné pedagogům, pracovníkům bank a pojišťoven, vládním představitelům a zaměstnancům v oblasti letecké dopravy. V prosince 2005 rozhodl soudce, že věznice na území provincie Córdoba jsou povinné umožňovat stejnopohlavním partnerům osob ve výkonu trestu odnětí svobody manželské návštěvy. Stejně tak je z rozhodnutí córdobského soudu protiprávní jakkoli penalizovat homosexuální vztahy mezi vězni.

## Stejnopohlavní manželství

Právní aspekty stejnopohlavního soužití v Jižní Americe
Manželství
Státy vázané rozhodnutím IACHR
Registrované partnerství
Neregistrováno
Stejnopohlavní manželství zakázáno
Homosexuální pohlavní styk je nezákonný

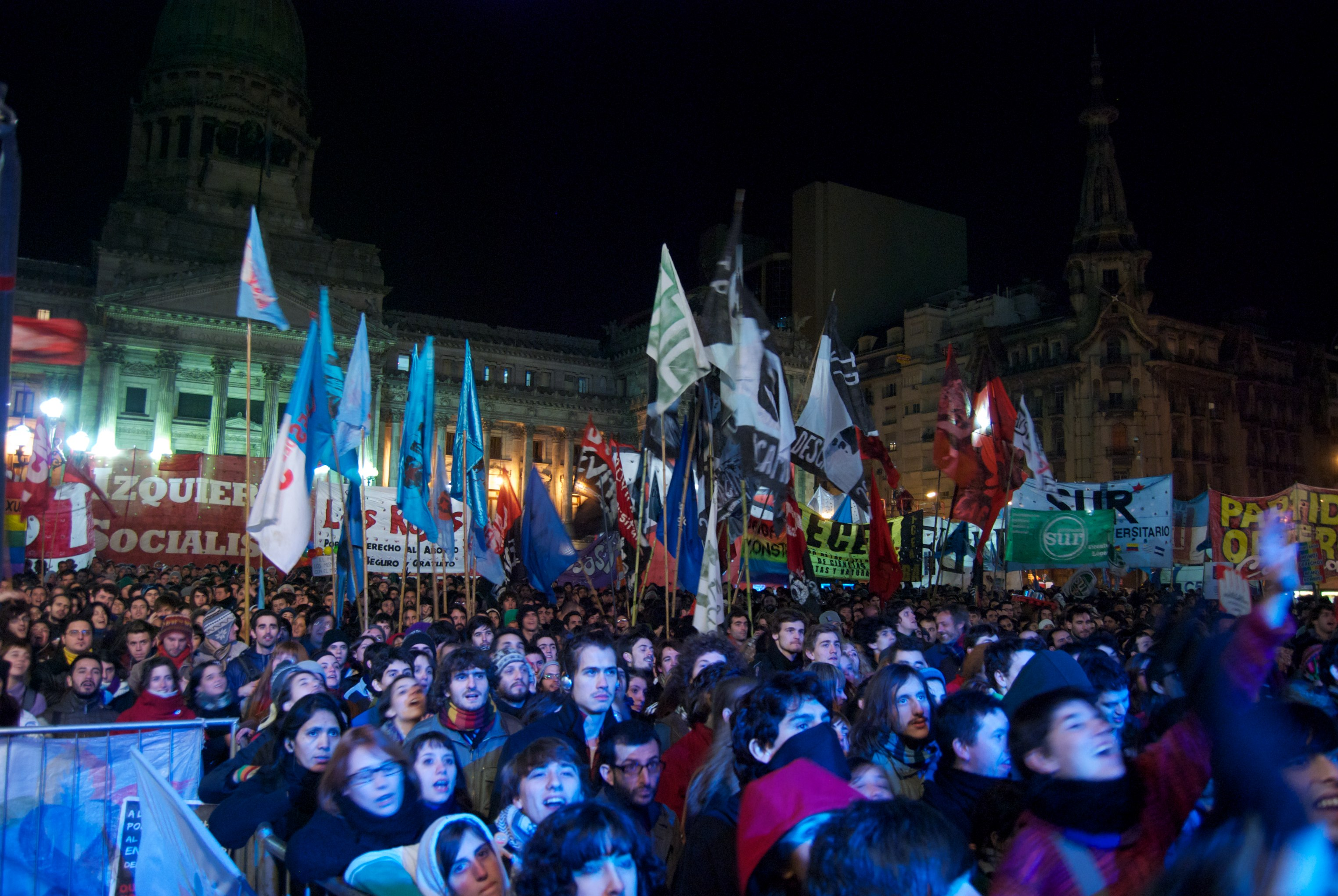
Manifest na podporu stejnopohlavního manželství, Buenos Aires

Dva týdny před volbami v roce 2009 vyjádřil argentinský ministr spravedlnosti Aníbal Fernández podporu legalizaci stejnopohlavního manželství na půdě Kongresu. Svá prohlášení opíral o boj s diskriminací a většinovou podporu u argentinské veřejnosti. Fernández taktéž připomněl, že bývalý prezident Argentiny Néstor Kirchner a manžel tehdejší argentinské prezidentky Cristiny Fernándezové-Kirchnerové, ve své funkci podporoval společenskou diskuzi na téma stejnopohlavního manželství. Fernándezová-Kirchnerová tehdy k této problematice nezaujímala jasný postoj. Fernández řekl, že sám osobně sepíše návrh příslušného zákona, a že se jeho resort jako jediný bude zabývat všemi jeho aspekty. Žádný návrh nebyl tou dobou prezentován.
Na konci roku 2009 se Kongres zabýval dvěma návrhy zákonů - jeden z dílny Silvia Augsburgerové (Socialistická strana) a druhý z dílny Vilmy Ibarrové (Nuevo Encuentrové) - měnícími článek 172 občanského zákoníku. 27. října 2009 se návrhy zákona o stejnopohlavním manželství vedly diskuze na půdě Výboru Sněmovny poslanců pro rodinu, ženy, děti a mládež. Ibarrová řekla, že by stejnopohlavní sňatky mohly být v Argentině legální ještě v roce 2009. Debaty o návrzích pokračovaly 5. a 9. listopadu, a pak byly odloženy na březen 2010. Podle tehdejších průzkumů veřejného mínění souhlasilo s legalizací stejnopohlavního manželství 70 % Argentinců.
15. dubna 2010 doporučil Výbor Sněmovny poslanců pro rodinu, ženy, děti a mládež přijetí zákona o stejnopohlavním manželství. 5. května 2010 přijala Sněmovna poslanců návrh zákona o stejnopohlavním manželství poměrem hlasů 125:109. 6. července doporučil Senátní výbor pro právní záležitosti zamítnutí návrhu. K hlasování došlo 14. července. Po dlouhé rozpravě, která trvala až do následujícího dne 15. července, byl návrh zákona o stejnopohlavním manželství přijat Senátem v poměru hlasů 33:27. 21. července byl návrh podepsán argentinskou prezidentkou Cristinou Fernándezovou-Kirchnerovou. 22. července byl nový zákon publikován v promulgační listině. Účinným se stal ten samý den. Možností uzavřít sňatek získaly homosexuální páry žijící v Argentině stejná práva a povinnosti, jako mají heterosexuální manželé, včetně možnosti adopce dětí. První manželství byla uzavřená 30. července 2010.
27. července 2012 se gay pár Alejandro Grinblat a Carlos Dermgerd z Buenos Aires stali prvními muži v Latinské Americe, který měl společná rodičovská práva k nově narozenému dítěti. Jejich syn Tobias, který se stal prvním argentinským dítětem s dvěma otci v rodném listě, je biologickým dítětem jednoho z nich. Počat byl prostřednictvím surogátního mateřství.

### Soudní rozhodnutí

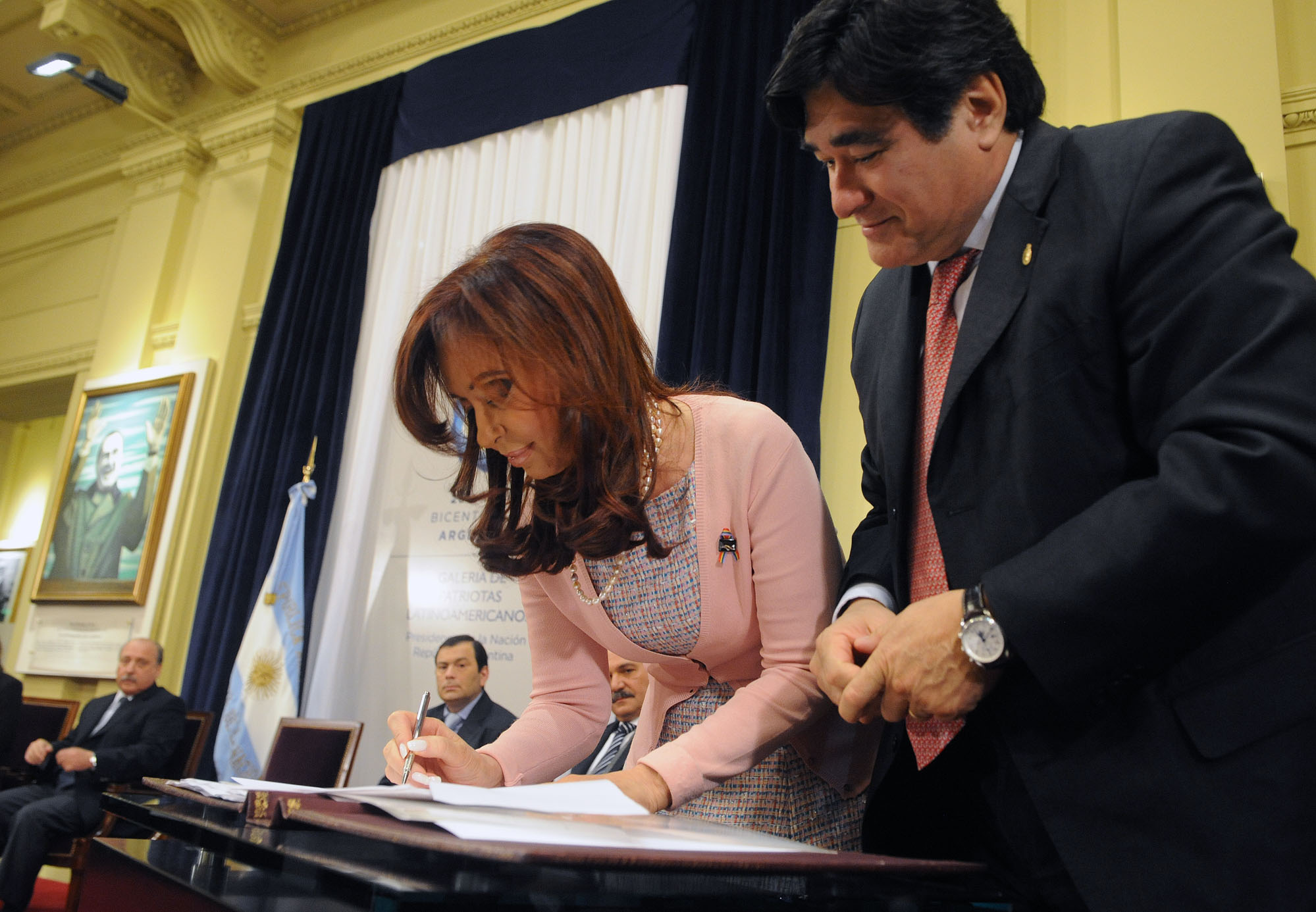
Argentinská prezidentka Cristina Fernándezová Kirchnerová podepisuje zákon, který umožňuje homosexuálním párům uzavírat manželství.

12. listopadu 2009 rozhodl soud v Buenos Aires, že manželství dvou mužů Alexe Freyere a José María Belly je v souladu s články 172 a 188 argentinského občanského zákoníku neústavní. Starosta Buenos Aires Mauricio Macri řekl, že se proti soudnímu rozhodnutí neodvolá. I tak si ale kauzu převzal argentinský nejvyšší soud. V prosinci 2009 nařídila guvernérka Tierra del Fuega Fabiana Ríosová tamnímu matričnímu úřadu gay pár oddat a registrovat jeho sňatek. 28. prosince byli oba muži oficiálně sezdáni v Ushuaie, hlavním městě argentinské provincie Tierra del Fuego. Jednalo se o první homosexuální pár v Latinské Americe, který uzavřel manželství. 14. dubna 2010 bylo manželství prohlášeno za neplatné. Jelikož nebylo soudní rozhodnutí řádně doručeno oběma stranám, zůstalo gay manželství de facto legálním. Oba muži oznámili, že jsou připraveni se v případě potřeby odvolat. Pár byl nakonec v roce 2015 rozveden. Argentinský novinář Bruno Bimbi k nim poznamenal, že ačkoliv byli oba muži homosexuální orientace, neexistoval mezi nimi žádný intimní vztah. Jediné, oč usilovali, byl boj za práva LGBT. Jejich manželství bylo tudíž bylo účelové.
10. března 2010 rozhodl soudce v Buenos Aires o neplatnosti dalšího homosexuálního manželství, tentokrát mezi Damiánem Barnathem a Jorgem Estebanem Salazerem Capónem. 16. dubna bylo zrušeno v pořadí již třetí stejnopohlavní manželství. Soudce ve svém rozsudku zneplatňujícím sňatek dvou žen poznamenal, že matriční úřady v Buenos Aires rozeznávají pouze manželství mezi mužem a ženou. Správní soudkyně Elena Liberatori později toto rozhodnutí zrušila a rozhodla, aby lesbické manželství bylo opětovně deklarováno jako platné. Příslušné matrice rovněž nařídila, aby soudu doručila zneplatněnou manželskou licenci.
Po prvním legalizovaném stejnopohlavním manželství v prosinci 2009 se sedm dalších homosexuálních párů dožadovalo práva na uzavření manželství, a to před přijetím celostátního zákona, který legalizoval v Argentině homosexuální sňatky. The Supreme Court was hearing several cases concerning the right of same-sex couples to marry. 2. července 2010 některá média informovala, že Nejvyšší soud Argentiny rozhodl v případě Maríe Rachidové a Claudie Castrové, že články 172 a 188 argentinského občanského zákoníku jsou neústavní.

### Statistiky
Počet homosexuálních párů, které v Argentině uzavřely manželství, je podle jednotlivých provincií následující:
| Subdivision                      | Manželství (k červenci 2012) | Manželství (k červenci 2015) |
| -------------------------------- | ---------------------------- | ---------------------------- |
| Buenos Aires, federální distrikt | 1,405                        | 2,998                        |
| Buenos Aires                     | 1,455                        | 2,278                        |
| Catamarca                        | 49                           | 54                           |
| Chaco                            | 51                           | 80                           |
| Chubut                           | 47                           | 65                           |
| Córdoba                          | 632                          | 970                          |
| Corrientes                       | 31                           | 170                          |
| Entre Ríos                       | 128                          | 215                          |
| Formosa                          | 44                           | 68                           |
| Jujuy                            | 56                           | 59                           |
| La Pampa                         | 58                           | 74                           |
| La Rioja                         | 31                           | 49                           |
| Mendoza                          | 389                          | 415                          |
| Misiones                         | 64                           | 98                           |
| Neuquén                          | 101                          | 114                          |
| Río Negro                        | 64                           | 79                           |
| Salta                            | 178                          | 210                          |
| San Juan                         | 70                           | 76                           |
| San Luis                         | 37                           | 55                           |
| Santa Cruz                       | 35                           | 61                           |
| Santa Fe                         | 664                          | 895                          |
| Santiago del Estero              | 42                           | 71                           |
| Ohňová země                      | 14                           | 44                           |
| Tucumán                          | 199                          | 225                          |

Rok po přijetí zákona o stejnopohlavním manželství bylo v Argentině uzavřeno celkem 9 362 homosexuálních sňatků, z toho se 2 683 odehrálo na území federálního distriktu Buenos Aires a 1 998 v provincii Buenos Aires.
Sedm let od legalizace stejnopohlavního manželství bylo v Artentině uzavřeno 16 200 homosexuálních sňatků, z toho 4 286 na území federálního distriktu Buenos Aires a 3 836 v provincii Buenos Aires. Jelikož argentinské zákony povolují uzavřít manželství jak tuzemcům, tak i cizozemcům, využívají možnosti uzavřít manželství i zahraniční homosexuální páry, většinou ze sousední Paraguaye a Chile. Argentina, zejména pak její hlavní město Buenos Aires, si tímto krokem vybudovala postavení nejpopulárnější destinace pro homosexuální páry, které se chystají uzavřít manželství.
Do července 2018 bylo v Argentině uzavřeno 18 000 stejnopohlavních manželství.

### Veřejné mínění
Podle průzkumu Pew Research Center uskutečněném od 15. listopadu 2013 do 8. ledna 2014 podporovalo stejnopohlavní manželství 52 % Argentinců, zatímco 40 % bylo proti.
Průzkum Ipsos z roku 2015 shledal nárůst podpory stejnopohlavního manželství z 52 % na 59 %. Dalších 16 % podporovalo registrované partnerství, nebo jinou formu soužití homosexuálních párů.
Podle AmericasBarometer z roku 2017 souhlasilo se stejnopohlavním manželství 65 % Argentinců.